# Identikit nel buio
Identikit nel buio (Sketch Artist II: Hands That See) è un film televisivo del 1995 diretto da Jack Sholder, prodotto da Chad Oman per MGM Television e Showtime. In VHS è stato distribuito col titolo Identikit al buio dall'etichetta MGM/UA Home Video.
È il sequel del film Doppio identikit (Sketch Artist, 1992), diretto da Phedon Papamichael, nel quale compare per la prima volta il personaggio del Detective Jack Whitfield, interpretato sempre dall'attore Jeff Fahey.